# Susan Dalian
Susan Patterson Dalian (* 15. September 1968 in Baltimore, Maryland) ist eine US-amerikanische Schauspielerin und Synchronsprecherin.

## Leben
Dalian absolvierte die Baltimore School for the Arts. Filme, in denen sie spielte, sind unter anderem Mack Polhemus’ The Scottish Tale, in dem sie 1998 als Ginny auftrat, Jon Turteltaubs The Kid – Image ist alles, in dem sie im Jahr 2000 als Giselle zu sehen war, Gary Hardwicks The Brothers – Auf der Suche nach der Frau des Lebens, in dem sie 2001 als BeBe Fales erschien, und Paul Quinns H4, in dem sie 2015 die Kate verkörperte. Zu den Fernsehserien, in denen sie auftrat, gehören Hang Time (1996), Star Trek: Raumschiff Voyager (1996–1997), Felicity (1999), Allein unter Nachbarn (2002) und 90210 (2010).
Als Synchronsprecherin ist sie für ihre Stimme der Figur Haku in den englischen Versionen der Anime-Serien Naruto und Naruto Shippuden sowie den dazugehörigen Computerspielen bekannt. 2007 erhielt sie dafür eine Nominierung für die American Anime Awards als Beste Schauspielerin. Ebenfalls sprach sie die englische Stimme der Storm in der Zeichentrickserie Wolverine and the X-Men (2008–2009) und dem Computerspiel Marvel vs. Capcom 3: Fate of Two Worlds (2011).

## Filmografie

### Als Schauspielerin
- 1996: Hang Time (Fernsehserie, 2 Folgen)
- 1996–1997: Star Trek: Raumschiff Voyager (Star Trek: Voyager, Fernsehserie, 3 Folgen)
- 1998: The Scottish Tale
- 1998: Ebony Kat (Kurzfilm)
- 1998: Profiler (Fernsehserie, eine Folge)
- 1999: Pretender (The Pretender, Fernsehserie, eine Folge)
- 1999: Felicity (Fernsehserie, 3 Folgen)
- 2000: Practice – Die Anwälte (The Practice, Fernsehserie, eine Folge)
- 2000: The Kid – Image ist alles (The Kid)
- 2001: The Brothers – Auf der Suche nach der Frau des Lebens (The Brothers)
- 2001: S Club 7 in Hollywood (Fernsehserie, eine Folge)
- 2002: Allein unter Nachbarn (The Hughleys, Fernsehserie, 2 Folgen)
- 2002: Undisputed – Sieg ohne Ruhm (Undisputed)
- 2004: Die Parkers (The Parkers, Fernsehserie, eine Folge)
- 2004: Joey (Fernsehserie, eine Folge)
- 2005: Hallo Holly (What I Like About You, Fernsehserie, eine Folge)
- 2005: Dick (Kurzfilm)
- 2006: The Bernie Mac Show (Fernsehserie, eine Folge)
- 2006: Boxed (Kurzfilm)
- 2006: Dating Alex (Courting Alex, Fernsehserie, eine Folge)
- 2006: All of Us (Fernsehserie, eine Folge)
- 2006: Love, Inc. (Fernsehserie, eine Folge)
- 2006: Room 6
- 2007: I’m Through with White Girls (The Inevitable Undoing of Jay Brooks)
- 2010: Greek (Fernsehserie, eine Folge)
- 2010: Morning
- 2010: 90210 (Fernsehserie, eine Folge)
- 2012: Time Travelers (Through That Inconstant Continuum) (Kurzfilm)
- 2015: H4
- 2017: The Diaries of Eden

### Als Synchronsprecherin

#### Serien
- 2002–2004: Naruto (ＮＡＲＵＴＯ -ナルト-) …als Haku/Yugao Uzuki
- 2008–2009: Wolverine and the X-Men (9 Folgen) …als Storm
- 2010–2012: Naruto Shippuden (ＮＡＲＵＴＯ -ナルト- 疾風伝) …als Haku/Yugao Uzuki
- 2011: Blade (eine Folge) …als Carol

#### Computerspiele
- 1993: Police Quest: Open Season …als Nicolette
- 2003: Naruto: Clash of Ninja  …als Haku
- 2003: RTX Red Rock …als Cimmeria Rajan
- 2003: Naruto: Narutimetto hîrô  …als Haku
- 2003: Naruto: Gekitô ninja taisen! 2  …als Haku
- 2004: Naruto: Ultimate Ninja 2  …als Haku
- 2005: Naruto: Ultimate Ninja 3  …als Haku
- 2006: Ultimate Avengers II  …als Nakinda
- 2007: Naruto: Rise of a Ninja …als Haku
- 2008: Naruto: Clash of Ninja Revolution 2 …als Yugao Uzuki
- 2008: Naruto: The Broken Bond …als Haku
- 2009: Naruto Shippûden: Clash of Ninja Revolution 3 …als Yugao Uzuki
- 2011: Marvel vs. Capcom 3: Fate of Two Worlds …als Storm
- 2012: Naruto Shippuden: Ultimate Ninja Storm Generations …als Haku
- 2013: Naruto Shippuden: Ultimate Ninja Storm 3 …als Haku
- 2014: Naruto Shippuden: Ultimate Ninja Storm Revolution …als Haku
- 2016: Naruto Shippuden: Ultimate Ninja Storm 4 …als Haku

## Nominierung
- 2007: American-Anime-Awards-Nominierung als Beste Schauspielerin für Naruto[2]